# احمد حجازی (بازیگر مصری)
احمد حجازی (عربی: أحمد حجازي؛ ‏ ۱۸ ژوئن ۱۹۳۵ – ۱۵ ژوئن ۲۰۰۲) بازیگر اهل مصر بود.
از فیلم‌ها یا برنامه‌های تلویزیونی که وی در آن نقش داشته است، می‌توان به مومیایی، ابوالهول، دوباره اسکندریه و برای همیشه و در بادیه و بیابان اشاره کرد.